# مایک بشام
مایک بشام (انگلیسی: Mike Basham؛ زادهٔ ۲۷ سپتامبر ۱۹۷۳) بازیکن فوتبال اهل بریتانیا است.
از باشگاه‌هایی که در آن بازی کرده‌است می‌توان به باشگاه فوتبال پیتربورو یونایتد، باشگاه فوتبال یورک سیتی، باشگاه فوتبال کولچستر یونایتد، باشگاه فوتبال سوانزی سیتی، باشگاه فوتبال تاروک، باشگاه فوتبال چلمزفورد سیتی، باشگاه فوتبال وستهام یونایتد، باشگاه فوتبال بارنت، و باشگاه فوتبال گرایس اتلتیک اشاره کرد.